# Перніков Павло Олександрович
Павло Олександрович Перніков (біл. Павел Аляксандравіч Пернікаў) — білоруський правозахисник та редактор кількох мовних розділів Вікіпедії. У 2022 році засуджений білоруським судом до двох років колонії за внесення декількох редагувань у двох статтях російської Вікіпедії та в одній статті білоруської Вікіпедії, а також публікацію матеріалу на сайті Міжнародного товариства прав людини. Білоруські правозахисні організації визнали Пернікова політичним в'язнем.

## Життєпис
Навчався на юридичному факультеті Брестського державного університету імені Пушкіна за спеціальністю «Державне управління та економіка». У 2013 році брав участь у конкурсі студентських робіт до 20-річчя Всесвітньої конференції з прав людини, отримавши диплом представництва ООН у Республіці Білорусь. У 2014 році брав участь в Республіканському науково-методологічному семінарі «Науково-методичні аспекти освіти в галузі прав людини», виступив із доповіддю «Рекомендації щодо вдосконалення системи освіти прав людини у вищій школі». Займався правозахисною діяльністю у Берестейській області. Станом на 2020 рік керував пресцентром Білоруської секції Міжнародного товариства прав людини (БС МТПЛ).
Зареєструвався у Вікіпедії 25 серпня 2014 року, брав участь у її роботі під ніком Pr12402. Створював та доповнював статті на суспільно-політичну та музичну тематику у кількох мовних розділах, зробив близько 84 тисяч правок, у листопаді 2021 року став неактивним. 27 грудня з облікового запису Pr12402 було здійснено вандальні правки до розділів Вікіпедії російською та білоруською мовою (тарашкевіцею). 28 грудня 2021 року обліковий запис Pr12402 був заблокований внаслідок захоплення облікового запису або злому пароля.
28 березня 2022 року прокуратура Берестейської області повідомила про передачу до суду кримінальної справи проти затриманого раніше "30-річного непрацюючого жителя Берестя П. ", у якому дописувачі Вікіпедії впізнали учасника Pr12402. За версією звинувачення, Перніков у 2020—2021 роках «надав громадськості свідомо неправдиві відомості про діяльність правоохоронних та державних органів Республіки Білорусь», а також «надав свідомо неправдиві відомості про причетність органів влади Білорусі до вбивства в жовтні 2004 року журналістки Вероніки Черкасової, до тортур та вбивств людей». За версією звинувачення, вина Пернікова полягала у редагуванні Вікіпедії та написанні матеріалу для сайту Міжнародного товариства прав людини. Перникова звинуватили за статтею 369-1 Кримінального кодексу Білорусі «Дискредитація Республіки Білорусь». 29 березня Берестейський обласний суд у закритому режимі розглядав скаргу Пернікова.
За версією звинувачення, дискредитація держави у Вікіпедії полягала у внесенні інформації до двох статей Вікіпедії російською мовою — «Цензура в Белоруссии» та «Список смертей, связанных с протестами в Белоруссии (2020—2021)», а також до статті білоруською мовою (тарашкевіцею) «Сьпіс загінулых падчас акцыяў пратэсту ў Беларусі (2020—2021)». Список смертей, пов'язаних із протестами, Перніков доповнив ім'ям Геннадія Шутова, а статтю про цензуру доповнив згадкою про вбивство опозиційної журналістки Вероніки Черкасової. У матеріалі Пернікова для Міжнародного товариства прав людини звинувачення виявило дискредитацію держави у вигляді інформації про тортури та вбивства в установах виконання покарання з вини їхньої адміністрації. Перніков не заперечував, що саме він робив виправлення у Вікіпедії та готував матеріал для сайту Міжнародного товариства прав людини, проте вину не визнав.
7 квітня 2022 року суддя Московського району міста Берестя Євген Бреган засудив Пернікова до двох років позбавлення волі з відбуванням покарання у виправній колонії загального режиму, що відповідало проханню прокурора Олени Тиханович.
11 квітня 2022 року правозахисний центр «Вясна», «Правова ініціатива», Білоруська асоціація журналістів, правозахисне об'єднання «Lawtrend» та Білоруський будинок прав людини імені Бориса Звозскова визнали Павла Пернікова одним з 18 нових політичних в'язнів, закликали до негайного звільнення та зупинки кримінального переслідування.